# Großer Pätschsee (Zislow)
Der Große Pätschsee liegt in der Mecklenburgischen Seenplatte auf dem Gemeindegebiet Zislow. Er befindet sich nordwestlich des gleichnamigen Ortes. Das Gewässer hat eine maximale Länge von etwa 1,2 km und eine maximale Breite von 770 m. Am nördlichen Ende des Sees befindet sich der Abfluss zum Plauer See (Mecklenburg). Das Seeufer ist fast durchgängig bewaldet. Südwestlich des Großen Pätschsees befindet sich der Kleine Pätschsee, mit dem er über einen Graben verbunden ist.
Am Westufer befindet sich der Burgwall Zislow, eine slawische Höhenburg aus dem 9. Jahrhundert.
Der Name Großer Pätschsee leitet sich vermutlich vom altslawischen Wort pêsŭkŭ für Sand ab.